# Marla Hanson
Marla Hanson, née le 18 juin 1961 à Independence (Missouri), est une scénariste, productrice et mannequin américaine.

## Biographie
Marla Hanson naît à Independence dans l'état du Missouri, le 18 juin 1961. Elle est diplômée du lycée d'Odessa et fréquente l'université des Assemblées de Dieu du sud-ouest, à Waxahachie, une banlieue de Dallas, au Texas. Après avoir travaillé dans la vente de biens immobiliers et d'assurance, une proposition d'emploi l'amène à New York, où un emploi de mannequin à temps partiel se libère pour finalement devenir une carrière à temps plein, dans les années 1980.

### Vie privée
En 1997, Marla Hanson épouse Douglas Howell, qu'elle a rencontré lors d'un vol à Cuba peu de mois auparavant. Ils eurent une fille ensemble.

## Agression
En juin 1986, elle rejette les avances sexuelles de son logeur, Steve Roth. Ce dernier engage deux amis, Steven Bowman et Darren Norman pour l'agresser. Marla Hanson a déclaré que Steven Roth lui avait demandé de sortir d'un bar, puis était resté à côté pendant que les deux hommes, après avoir annoncé un «hold-up», lui avaient tranché le visage avec une lame de rasoir. Cette agression a laissé trois blessures qui ont nécessité une intervention chirurgicale et plus d'une centaine de points de suture pour se refermer, ce qui a entraîné des cicatrices permanentes,.
Steven Roth et les deux agresseurs ont été jugés séparément, le juge Jeffrey Atlas présidant les deux procès. Dans le procès de Steven Roth, son avocat a suggéré que sa rupture, une relation homosexuelle, menée à long terme avec Steven Bowman, l'avait conduit ce jour-là à agresser Marla Hanson par jalousie. Lors du procès de Steven Roth, il a été reconnu coupable de voies de fait au premier degré pour avoir organisé l'agression.
Dans le procès de Steven Bowman et Darren Norman quelques mois plus tard, Marla Hanson a été soumise à un contre-interrogatoire controversé par l'avocat de la défense, Alton H. Maddox, qui a contesté son caractère dans une ligne d'interrogatoire du procureur appelée "dégoûtante et sale". Alton Maddox a également affirmé que Marla Hanson avait des «raccrochages raciaux» qui l'ont amenée à identifier faussement Steven Bowman et Darren Norman, qui sont noirs, comme ses agresseurs. Marla Hanson et son avocat ont ensuite critiqué publiquement le système de justice pénale pour l'avoir laissée humiliée à la barre des témoins. Steven Bowman et Darren Norman ont été reconnus coupables.
Au moment du verdict, Atlas Maddox a condamné Steven Roth à une peine maximale de cinq à quinze ans d'emprisonnement, mais pas avant d'avoir exprimé en pleurs son «exaspération» à Marla Hanson et à son avocat par rapport à leurs critiques publiques envers le système judiciaire pénal. Après une brève pause, Atlas Maddox s'est excusé auprès de cette dernière et de son avocat. Le maire Ed Koch a exprimé son indignation face aux propos d'Atlas Maddox. Steven Bowman et Darren Norman ont également été condamnés à une peine maximale de cinq à quinze ans de prison.
Depuis, Marla Hanson travaille avec des organisations de défense des droits de l'homme pour améliorer la manière dont les victimes d'agressions sont traitées par les tribunaux pénaux.

## Dans la culture populaire
Un téléfilm a été réalisé en 1991, La cicatrice de la honte (The Marla Hanson Story) est qui adapté de son histoire, où elle est incarnée par Cheryl Pollack.
En 2020, Marla Hanson participe à l’émission Skin Decision: Before and After sur la plateforme Netflix.